# Alain Eyobo
Oscar Alain Eyobo Makongo (Douala, 17 ottobre 1961) è un ex calciatore camerunese, di ruolo attaccante.

## Carriera
Con la Nazionale camerunese ha preso parte ai Mondiale del 1982 in Spagna ed ha vinto la Coppa d'Africa nel 1984.